# Nkayi
Nkayi est la ville principale du département de la Bouenza dont le chef-lieu est Madingou, dans le centre sud de la République du Congo, à environ 250 kilomètres de la capitale Brazzaville. Avec une population estimée à 100 783 personnes en 2018, c'est la 4ième plus grande ville de la République du Congo. Au dernier recensement de la population (2007), la population était de 71 620 personnes.
La ville de Nkayi est composée de deux arrondissements : Mouana-nto (1er arrondissement) et Soulouka (2e arrondissement),.
Située à mi-parcours du Chemin de fer Congo-Océan (CFCO), Nkayi est un des plus grands centres agro-industriels du pays grâce à sa compagnie sucrière, la S.A.R.I.S, une filiale du groupe français SOMDIAA, qui concentre la majorité des emplois locaux avec ses sous-traitants.
La ville est née en 1933 avec les travaux du colon Ottino qui créa d'abord une féculerie (tapioca), puis une huilerie en 1938. Par la suite, la SIAN ou Société Industrielle et Agricole du Niari d'Ottino sera reprise par les groupes De Wulf et Vilgrain et on passera à la culture de la canne à sucre dont la première production remonte à 1957 avec 550 tonnes.
De 1933 à 1975, la ville a d'abord porté le nom de Jacob, un pionnier de la colonisation, nom qui fut attribué par le gouverneur Antonneti. Elle pris son nom actuel à compter de 1975.
De nos jours, la ville de N’kayi a connue est développement culturel ayant comme acteurs : Guelord Synthé, Blaaz le comédien, Zerké, Rhoya GP, Larov-Kho, etc…